# 禁煙の愉しみ
『禁煙の愉しみ』（きんえんのたのしみ）は、図書館司書の山村修が著したエッセイ。1998年洋泉社より出版。

## 概要
いわゆる社会問題としてや健康に関する問題としてではなく独自の視点から禁煙することを「愉しみ」と捉えている類似本の少ないエッセイでありこの手のものにありがちな政治臭さ・善人臭さを感じさせない。
外部からの要求ではなくあくまでも己が禁煙したいからするという恰も風の流れるかのようなその主張が喫煙者も非喫煙者も惹きつける内容である。

## 発行元
- 新潮社 新潮OH!文庫　ISBN:4-10-290037-3